# Лопалевский, Тадеуш
Таде́уш Лопале́вский (пол. Tadeusz Łopalewski, 17 августа 1900, Островы близ Кутно — 30 марта 1979 (по другим сведениям 25 или 29 апреля), Варшава) — польский поэт, прозаик, драматург, переводчик русской литературы, режиссёр программ на радио.

## Биография
Тадеуш Лопалевский родился в Польше. Окончил Гуманитарный факультет в высшей школе Wolna Wszechnica Polska в Варшаве. В годы Первой мировой войны, точнее в 1917 году дебютировал как поэт в Петрограде. Его произведения публиковались в польской периодической печати.
С 1923 года Лопалевский жил в Вильне. Здесь участвовал в виленской печати, работал в театре и на радио. Был активным участником «литературных сред» в Келье Конрада. В 1935—1937 годах был редактором квартальника виленского Профессионального союза польских литераторов «Środy Literackie», в котором довольно широко рассказывалось о белорусской и литовской культуре.
Перед Второй мировой войной был литературным руководителем Городского театра (Teatr Miejski) в Вильне. В 1933 году получил виленскую литературную премию имени филоматов за перевод русских былин.
В 1945 году репатриировался в Польшу, где писал бытовую и историческую прозу. Жил сначала в Лодзи, с 1949 года — в Варшаве. В 1945—1949 годах работал на радио в Лодзи и Варшаве. В 1963 году был награждён премией II-ой степени министра культуры и искусства за повесть «Kaduk czyli wielka niemoc».
Умер 25 апреля 1972 года в Варшаве и был похоронен на Повонзковском кладбище.

## Литературная деятельность
Дебютировал в петроградской польской печати. В 1921 году в Петрограде Лопалевский опубликовал сборник стихов „Gwiazdy tańczące“. Живя в Вильне, выпустил несколько книг поэзии и прозы. Написал много стихов о Вильне. К числу самых популярных из них относят стихотворения, посвящённые остробрамской Матери Божией.
Лопалевский писал также произведения для сцены — поэтической мистерии „Betlejem Ostrobramskie“ (1928; пьеса была поставлена в виленском театре «Редута» Мечиславом Лимановским) и „Romans z ojczyzną“ (1948).
Автор психологических повестей „Podwójny cień“ (1927) и сборников рассказов „Rozmowa w drodze“ (1929), „Historie potępionyh“ (1957), „Znajomi z widzenia“ (1971). Событиям Варшавского восстания посвящено его „Obok zagłady“ (1948).
Лопалевский также писал исторические повести: цикл „Kroniki polskie“ о польской эмиграции после восстания 1863 года, „Kaduk czyli wielka niemoc“ (1962), „Brzemię pustego morza“ (1965), „Berło i desperacja“ (1969) — о распаде Речи Посполитой в XVIII веке. Ему принадлежат, помимо того, историко-биографические рассказы для молодёжи о знаменитых поляках, например, о Фридерике Шопене, Адаме Мицкевиче, Игнацы Красицком и других.

## Произведения
- Gwiazdy tańczące (1921)
- Podwójny cień (1927)
- Betleem Ostrobramskie (1928)
- Rozmowa w drodze (1929)
- Kabała (1936)
- Romans z ojczyzną (1948)
- Obok zagłady (1957)
- Kroniki polskie (1952, 1954)
- Bezdomne gminy (1954)
- W domu niewoli (1955)
- Serce i broń (1955)
- Namiestnik narodu (1955)
- Wolni strzelcy (1956)
- Niebezpieczne igrzyska (1956)
- Historie potępionych (1957)
- Strachy na Lachy (1957, 1964)
- Prowincjusze (1957)
- Przesławne peregrynacje Tomasza Wolskiego (1959)
- Mój iluzjon (1960)
- Fryderyk (1962)
- Kaduk czyli wielka niemoc (1962, 1964)
- Krasicki książę poetów (1963)
- Tylko ludzie (1964)
- Krótkie życie Mochnackiego (1964)
- Brzemię pustego morza (1965, 1967)
- Świat Marii Danuty (1966, 1968)
- Czasy dobre i złe (1966)
- Berło i desperacja (1969)
- Znajomi z widzenia (1971)
- Zatańczmy karmaniolę (1973)